# Assassinat politique

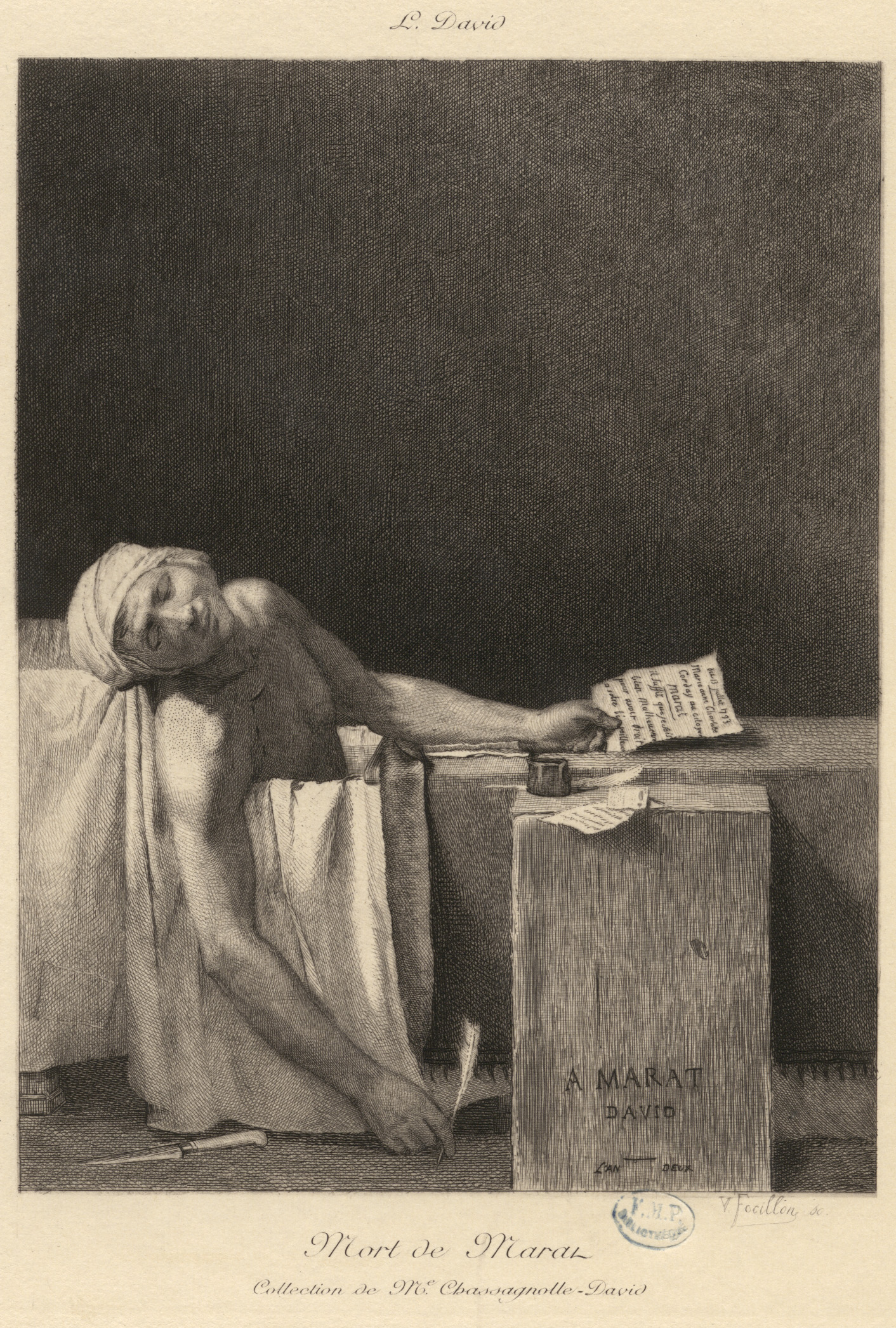
Jean-Paul Marat, assassiné en juillet 1793.

Pour le sens figuré de l'expression, voir Sapage de réputation#En_politique.
L'assassinat politique est l'action de tuer une personnalité politique ciblée. Il s'agit d'un concept politique remontant à l'Antiquité. Cette façon de se débarrasser d'un adversaire politique se distingue de l'exécution par son caractère extrajudiciaire, illégal. Elle se distingue d'un meurtre ordinaire par les enjeux de pouvoir et/ou idéologiques qui la caractérisent.

## Histoire

### De l'Antiquité à l'époque moderne
Un des premiers assassinats politiques connus serait celui d'Hipparque, Tyran d'Athènes en -514 dont la mort aurait permis le passage à la démocratie (voir Tyrannoctones). Néanmoins certaines sources, parmi lesquelles Thucydide selon l'interprétation de Luciano Canfora, suggèrent qu'il s'agirait en fait d'un simple crime passionnel.
La mort de Jules César constitue l'archétype de l'assassinat politique d'un tyran par un complot « démocratique ». Les comploteurs disposent avec Marcus Junius Brutus du chef symbolique idéal : il porte le nom mythique de Brutus qui chassa Tarquin le Superbe, le dernier roi de Rome. Neveu et admirateur de Caton, Brutus, souvent tenu pour stoïcien mais en réalité plus proche de l'Académie pouvait de surcroît trouver dans ses convictions philosophiques des raisons d'agir contre un « tyran ». Il a épousé Porcia, fille de Caton et veuve de Bibulus, et par conséquent il est l’héritier moral des derniers républicains. Présenter Brutus comme l’inspirateur du complot contre César permit donc de fédérer d’autres opposants.

Le complot n’atteignit cependant pas ses objectifs. Le consul Marc Antoine avait été épargné, à la demande de Brutus. En revanche, l’attentat contre César guida les prétendants à sa succession sur la conduite à tenir : ils firent symboliquement rayer la dictature des magistratures romaines, et la remplacèrent par un triumvirat quinquennal. La politique de clémence avait montré ses risques, les triumvirs commencèrent une vague de proscriptions sanglantes suivie par 14 ans de guerre civile, contre les assassins de César, contre Sextus Pompée, puis entre triumvirs. Octave finit par l’emporter en 31 av. J.-C., et devint Auguste, maître unique et absolu de l’Empire.
Même si ce type de complot contre un tyran est spectaculaire par sa portée, on le retrouve bien moins fréquemment au cours de l'histoire que les assassinats d'opposants gênants ou les meurtres lors de querelles de succession comme ceux pratiqués sous l'Empire Romain (Caligula et ses nombreuses victimes, Britannicus, Domitien, Commode, Caracalla, les martyrs, etc.) ou celui de Jeanne Ire de Naples en 1382 (elle-même soupçonnée d'avoir fait assassiner son mari au début de son règne pour ne pas avoir à le couronner roi de Naples). On ne recommencera véritablement à observer des assassinats idéologiques qu'après la Réforme avec les guerres de Religion. Ainsi, Henri III de France et Henri IV de France sont assassinés par des fanatiques religieux.
Avec les lumières et l'époque moderne, puis la naissance des idéologies, l'assassinat politique retrouvera une certaine jeunesse. La mort de Marat en est une illustration.

### DuXIXesiècleà la Seconde Guerre mondiale
On assiste à partir de cette époque à une démocratisation de l'assassinat politique avec des nihilistes puis des anarchistes en Russie. Bakounine et Netchaïev ouvriront la voie aux anarchistes et aux opposants aux « tyrans » (Alexandre II, finalement tué en 1881 lors de la sixième tentative et Napoléon III) ainsi qu'à Gaetano Bresci qui tua Umberto 1er en 1900, Sante Geronimo Caserio qui poignarda Sadi Carnot en 1894 ou Michele Angiolillo qui abattit Antonio Cánovas del Castillo. De même, bien qu'au nom d'un idéal radicalement différent, un sympathisant sudiste, Booth, assassina Abraham Lincoln par opposition à sa proposition d'accorder le droit de vote aux Noirs. Furieux à cette seule idée, Booth change le plan d'enlèvement qu'il préparait pour un assassinat et écrivit : « C'est le dernier discours qu'il fera ».
Au début du vingtième siècle, l'attentat politique commis par des gens du peuple, jusque-là typique des anarchistes ou apparentés, devient une pratique des milieux nationalistes, non plus pour se débarrasser d'un tyran, mais dans un but patriotique et belliciste. Ainsi, Jean Jaurès et l'archiduc François Ferdinand seront tués en 1914 par des nationalistes, déclenchant la Première Guerre mondiale. Malgré leurs conséquences catastrophiques, les assassinats nationalistes (basculant petit à petit vers le fascisme et le nazisme) se poursuivront après la guerre contre des juifs et des hommes politiques de gauche, en Allemagne (Matthias Erzberger, Walther Rathenau), en Italie (Giacomo Matteotti, Carlo et Nello Rosselli) et ailleurs.

## La réalité des assassinats politiques aujourd'hui
Loin du concept romain, l’assassinat politique est une réalité qui demande une réflexion sérieuse. De nos jours, et ce depuis des décennies, les assassinats politiques ont lieu souvent sur ordre, avec la complicité ou l’assentiment des autorités ou sous l’autorité d’une entité politique. Ils sont généralement mis dans la même catégorie que les exécutions extrajudiciaires et sont considérés comme une violation des droits humains.
Certains assassinats ont pu avoir des conséquences politiques très importantes dans l'histoire récente, comme celui de Juvénal Habyarimana qui conduisit au génocide au Rwanda en 1994.
Le crime d’Habyarimana est l’un des seize assassinats politiques les plus repérables de l’histoire du dernier demi-siècle tels que : l’homicide des frères Kennedy et de Martin Luther King aux États-Unis, de Lord Mountbatten en Europe et d'Indira Gandhi en Inde.
Ce type de crime fait ressortir les forces qui traversent la société concernée dans une période de crise. Dans certains pays, l'assassinat politique semble être devenue une pratique courante à l'encontre des opposants, même si le caractère politique est souvent difficile à prouver. La Russie en est un exemple,, avec un ciblage visible sur les journalistes,.
En effet, tuer l’adversaire devient une nouvelle façon de l'éliminer, non seulement en Russie, mais aussi au Brésil, en Tunisie et en Chine.
À Rio de Janeiro, les élections montrent un lien dangereux entre la politique et le crime. En Tunisie, on assiste à une période de crise politique interne après l’assassinat de deux dirigeants. En Chine, ce type d’homicide a tourné en quasi-guerre civile, et dans le cas de Jean-Pascal Couraud, les soupçons de crime politique impliquent une partie des autorités françaises.

## Assassinats politiques dans l'art
- Jules Cesar de Shakespeare
- Lorenzaccio d'Alfred de Musset
- Z, film de Costa-Gavras
- L'Attentat, film de Yves Boisset
- I... comme Icare, film d'Henri Verneuil
- JFK, film d'Oliver Stone